# كارين هاينز
كارين هاينز (بالإنجليزية: Karen Hines)‏ هي لاعبة سيرك ‏ أمريكية، ولدت في 1963 في شيكاغو في الولايات المتحدة.

## وصلات خارجية
- كارين هاينز على موقع IMDb (الإنجليزية)
- كارين هاينز على موقع قاعدة بيانات الفيلم (الإنجليزية)